# Nagyoroszi
Nagyoroszi är en ort i Ungern.   Den ligger i provinsen Nógrád, i den nordvästra delen av landet, 60 km norr om huvudstaden Budapest. Nagyoroszi ligger 196 meter över havet och antalet invånare är 2 250.
Terrängen runt Nagyoroszi är platt åt nordost, men åt sydväst är den kuperad. Runt Nagyoroszi är det ganska tätbefolkat, med 100 invånare per kvadratkilometer. Närmaste större samhälle är Balassagyarmat, 17,0 km öster om Nagyoroszi. Trakten runt Nagyoroszi består till största delen av jordbruksmark.